# Палестина-ди-Гояс
Палестина-ди-Гояс (порт. Palestina de Goiás) — город и муниципалитет в Бразилии, входит в штат Гояс. Составная часть мезорегиона Юг штата Гояс. Входит в экономико-статистический микрорегион Судуэсти-ди-Гояс. Население составляет 3507 человек на 2016 год. Занимает площадь 1320,687 км². Плотность населения — 2,55 чел./км².
Праздник города — 30 декабря.

## История
Город основан 12 ноября 1968 года.

## Статистика
- Валовой внутренний продукт на 2014 год составляет 4 200,00 реалов (данные: Бразильский институт географии и статистики)[1].
- Валовой внутренний продукт на душу населения на 2014 год составляет 23 907,41 реалов (данные: Бразильский институт географии и статистики)[1].
- Индекс человеческого развития на 2010 год составляет 0,713 (данные: Программа развития ООН)[2].